# John Hathorne
John Hathorne (2 a 4 de agosto de 1641, Salem, Massachusetts-10 de mayo de 1717, Salem, Massachusetts) fue un rico terrateniente, comerciante y juez en el Massachusetts colonial, el más conocido de los jueces implicados en los Juicios de Salem. Este tribunal se basó mayormente en la "evidencia espectral", exámenes, interrogatorios y declaraciones juradas conducidos por Hathorne, cofirmados por Jonathan Corwin y registrados por el reverendo Samuel Parris y Ezekiel Cheever. A diferencia del juez Samuel Sewall, él nunca se mostró arrepentido de sus acciones. Es el bisabuelo del escritor Nathaniel Hawthorne.

## Primeros años
Nació en Salem en agosto de 1641, hijo del Mayor William Hathorne, uno de los primeros principales colonos de la colonia desde 1630 y que ocupó diversos cargos militares y políticos a lo largo de varias décadas. El 22 de marzo de 1674 o 1675 se casó con Ruth Gardner, hija de otro prominente colono, Thomas Gardner.
Hathorne amplió y heredó las tierras en Massachusetts y Maine y los negocios mercantiles en Inglaterra y las Antillas. Asumió también cargos de autoridad en el pueblo y fue nombrado juez de paz del condado de Essex.

## Juicios de Salem
Cuando a principios de 1692 empezaron a correr rumores de brujería en Salem Village, Hathorne y Corwin fueron llamados a interrogar a los acusadores para determinar si había causa para un juicio. Finalmente se les unieron varios funcionarios de Boston, incluyendo al gobernador Thomas Danforth. Hathorne destacaba por su actitud agresiva. Su actuación parecía más la de un fiscal que la de un juez, presuponiendo culpabilidad desde el primer momento.
Aunque la mayor parte de los ejecutados fueron mujeres, las confesiones forzadas para que delataran a más implicados hizo que los acusados fueran centenares, hombres y mujeres, niños y ancianos, sanos y enfermos, de todos los estratos sociales, ricos y pobres y, lo que resultaba más escandaloso en la época, tanto gente de intachable reputación como personas de mala fama.[cita requerida]

## Vida posterior
Hathorne siguió luego los pasos militares de su padre y se involucró en las actividades de la guerra del rey Guillermo. Fue promovido a coronel en 1711, cuando también se le concedió un asiento en la Corte Superior de Justicia. Murió en Salem en 1717 y está enterrado junto a muchos descendientes, en el Burying Point Cemetery.
John fue el bisabuelo de Nathaniel Hawthorne, autor de clásicos como La letra escarlata y La casa de los siete tejados, ambas con alusiones al antiguo ambiente puritano. Pudo modificar su apellido para disociarse del juez, pues estaba un poco angustiado por la falta de remordimiento de su antepasado por su actuación en los infames procesos.

## Ficción
En la obra teatral El Crisol y sus adaptaciones cinematográficas, es mostrado como un sádico y es el personaje más antagónico además de Abigail Williams y su pandilla. Hathorne actúa como juez principal, negando continuamente a los acusados cualquier oportunidad de redención. Es mostrado cínico y apenas muestra emociones, excepto al final, donde aparece casi alegre de que John Proctor vaya a confesar.
Hathorne es el juez designado por Satanás en la obra de Stephen Vincent Benet El Diablo y Daniel Webster, donde es descrito como "un hombre alto, sobriamente vestido con traje puritano, con la mirada ardiente del fanático".
También aparece en la novela de Henry Wadsworth Longfellow Giles Corey de las granjas de Salem.
En la película de terror The Lords of Salem (2012) de Rob Zombie, hay un reverendo llamado John Hathorne.